# Visions (película)
Visions (titulada: Yo vi al diablo en Hispanoamérica, Visiones en España) es una película de  terror sobrenatural estadounidense de 2015 dirigida y editada por Kevin Greutert. Está escrito por Lucas Sussman. Jason Blum se desempeña como productor a través de su productora Blumhouse Productions. La película está protagonizada por Isla Fisher, Anson Mount, Gillian Jacobs, Jim Parsons, Joanna Cassidy y Eva Longoria. Fue lanzado por Universal Pictures a través de video a pedido el 19 de enero de 2016, antes de ser lanzado a través de formatos de medios domésticos el 2 de febrero de 2016. 

## Argumento
David Maddox consuela a su esposa Eveleigh mientras recupera el conocimiento en un hospital. Eveleigh recuerda haber tenido un accidente automovilístico fatal en el que murió un niño en el otro vehículo.
Un año después, Eveleigh (ahora embarazada de tres meses) y David se preparan para reabrir un viñedo que compraron en Paso Robles, California. La principal distribuidora de vinos de la zona, Helena Knoll, asiste a una fiesta organizada para la pareja. Durante la fiesta, Eveleigh la encuentra murmurando en un extraño trance mientras está sola dentro de su casa.
Eveleigh comienza a sufrir pesadillas y alucinaciones y llega a creer que algo sobrenatural puede estar persiguiéndola a ella o a la casa. Eveleigh comienza a asistir a una clase de yoga donde se hace amiga de una mujer embarazada llamada Sadie.
Sadie acompaña a Eveleigh en una visita al agente inmobiliario, Glenn Barry. Glenn informa que la casa del viñedo no tiene una historia horrible, pero le dice a Eveleigh que tal vez desee investigar a los propietarios anteriores, los Porter, para obtener respuestas sobre una posible actividad paranormal.
Las visiones de Eveleigh se intensifican. Preocupados de que su trastorno de estrés postraumático haya regresado y sea el culpable de sus alucinaciones, David y el doctor Mathison, obstetra y ginecólogo de Eveleigh, insisten en que vuelva a tomar los antidepresivos que dejó de tomar anteriormente debido al embarazo. Eveleigh cede a regañadientes y las visiones finalmente cesan.
Varios meses después, Eveleigh se vuelve a conectar con Sadie, quien la convence de que deje de tomar sus medicamentos. Las visiones inquietantes de Eveleigh regresan y ella también comienza a sospechar de una conspiración secreta en su contra en la que posiblemente esté involucrado David.
Eveleigh contacta a Jane Porter después de enterarse de que había estado investigando fantasmas y poltergeists. Jane lleva a Eveleigh de regreso a Helena Knoll para preguntarle sobre el trance que tuvo en la fiesta.
También sensible a los fenómenos sobrenaturales, Helena acompaña a Eveleigh a las ruinas de una casa destruida que anteriormente existía en la propiedad del viñedo. Ambas mujeres experimentan una visión. Helena le dice a Eveleigh que la violencia psíquica puede resonar a lo largo del tiempo y que algún tipo de actividad paranormal se imprimió en la tierra. Helena se desploma de repente. Antes de morir, Helena le dice a Eveleigh: "No es lo que piensas. Eres tú".
Eveleigh visita al viticultor Victor Napoli, cuya familia era propietaria de su viñedo un siglo antes. Victor le dice a Eveleigh que su bisabuela quemó la antigua casa de la propiedad debido a actividad paranormal. Luego le muestra bocetos de cuando un médium intentó contactar a los espíritus en el hogar. Eveleigh se sorprende al ver que los bocetos los representan a ella y a David.
Eveleigh regresa a casa y se encuentra con una intervención organizada por David, el Dr. Mathison, la amiga de Eveleigh, Eileen, y la terapeuta familiar Victoria Lambert. Eveleigh intenta explicar que no estaba siendo perseguida, sino que tenía premoniciones que también atormentaban el pasado. Las familias Porter y Napoli estaban experimentando premoniciones de una tragedia futura que Eveleigh se da cuenta de que está a punto de ocurrir esa noche.
Sadie llega a la puerta principal con su marido Ben. Ambos están armados con armas de fuego. Victoria intenta correr, pero Ben le dispara y Sadie le dispara al Dr. Mathison mientras la habitación estalla en conmoción. Eveleigh se da cuenta de que cada visión que tuvo le mostraba un vistazo de los acontecimientos que estaban ocurriendo actualmente.
David descubre que Sadie en realidad no está embarazada cuando le apuñala el estómago. Sadie le gira el cuchillo a David y él cae al suelo. Eveleigh empuja a Sadie a través de una puerta de cristal y huye. Ben mata a Eileen antes de correr tras Eveleigh. Luego mata a un granjero vecino antes de enfrentarse a Eveleigh. Eveleigh es atacada por detrás y queda inconsciente.
Eveleigh se despierta y se encuentra cautiva por Ben y Sadie. Se revela que Sadie es la mujer que perdió a su hijo en el fatal accidente automovilístico. Al responsabilizar a Eveleigh, Sadie planea eliminar al bebé de Eveleigh. Eveleigh se libera de sus ataduras y le corta la garganta a Sadie. Ben se mueve para atacar, pero David llega y mata a Ben a tiros.
Posteriormente, la casa del viñedo permanece vacía mientras Glenn Barry muestra la propiedad a una nueva pareja.

## Reparto
- Isla Fisher como Eveleigh Maddox
- Anson Mount como David Maddox
- Gillian Jacobs como Sadie
- Joanna Cassidy como Helena Knoll
- Jim Parsons como Dr. Mathison
- Eva Longoria como Eileen
- Michael Villar como Leo Cottrell
- Bryce Johnson como Ben
- John de Lancie como Victor Napoli
- Annie Tedesco como Victoria Lambert
- Roberto Sánchez como Emilio
- Jeff Branson como Glenn Barry
- Elizabeth Rowin como Betty Sayles

## Producción
En noviembre de 2013, se anunció que Isla Fisher, Ellen Barkin y Jim Parsons se habían unido al elenco de la película, con Kevin Greutert dirigiendo la película, a partir de un guion de Lucas Sussman, con Jason Blum produciendo bajo su estandarte Blumhouse Productions .  En enero de 2014, se anunció que Anson Mount y Gillian Jacobs se habían unido al elenco de la película, con Jacobs interpretando a una mujer que se hace amiga del personaje de Fisher, mientras que Mount interpretará el papel del marido del personaje de Isla Fisher.  También se anunció que Matt Kaplan sería el productor ejecutivo de la película.  En febrero de 2014, se anunció que Eva Longoria había sido elegida para la película, interpretando el papel de una amiga que desaprueba las elecciones de vida de Eveleigh. 

## Comercialización y lanzamiento
En noviembre de 2013, se anunció que Blumhouse International se encargaría de las ventas internacionales de la película.  Más tarde se anunció que Universal Pictures distribuiría la película como parte de su primer acuerdo con Blumhouse.  En agosto de 2015 se lanzó el primer tráiler de la película.  La película se estrenó internacionalmente por primera vez en Turquía el 28 de agosto de 2015.  La película también se estrenó en cines en Singapur el 17 de septiembre de 2015.  La película recaudó 723.348 dólares en la taquilla internacional. 

### respuesta crítica
El agregador de reseñas Rotten Tomatoes informa una puntuación positiva del 19% según 16 reseñas, con un promedio de 4,4/10. 
Boon Chan de The Straits Times le dio a la película una calificación de tres de cinco estrellas, afirmando: "No es tan apasionante como The Gift, pero aun así vale la pena ver Visions . A veces, vale la pena seguir las reglas". 

## Medios domésticos
La película se estrenó directamente en vídeo en Canadá el 27 de octubre de 2015,  y en Francia el 25 de noviembre de 2015. La película se estrenó mediante vídeo a la carta en los Estados Unidos el 19 de enero de 2016, antes de ser lanzada en formatos de medios domésticos el 2 de febrero de 2016. 